# Snježnica i Konavosko polje
Snježnica i Konavosko polje este o arie protejată (sit de importanță comunitară — SCI) din Croația întinsă pe o suprafață de 11.250,06 ha, integral pe uscat.

## Localizare
Centrul sitului Snježnica i Konavosko polje este situat la coordonatele 42°34′13″N 18°20′37″E / 42.570347°N 18.343559°E.

## Înființare
Situl Snježnica i Konavosko polje a fost declarat sit de importanță comunitară în iulie 2013 pentru a proteja 14 specii de animale.

## Biodiversitate
Situată în ecoregiunea mediteraneană, aria protejată conține 4 habitate naturale: Peșteri inaccesibile publicului, Pajiști uscate din regiunea submediteraneeană estică (Scorzoneratalia villosae), Pante stâncoase calcaroase cu vegetație casmofită, Grohotișuri calcaroase și de șisturi calcaroase de la nivelul montan până la nivelul alpin (Thlaspietea rotundifolii).
La baza desemnării sitului se află mai multe specii protejate:
- mamifere (6): Dinaromys bogdanovi, liliac cu aripi lungi (Miniopterus schreibersii), liliac cu urechi de șoarece (Myotis blythii), liliac cărămiziu (Myotis emarginatus), liliacul mediteranean cu potcoavă (Rhinolophus euryale), liliacul mare cu potcoavă (Rhinolophus ferrumequinum)
- nevertebrate (1): Austropotamobius pallipes
- pești (2): Phoxinellus spp., Squalius svallize
- reptile (5): șarpele cu patru dungi (Elaphe quatuorlineata), Elaphe situla, țestoasa de baltă (Emys orbicularis), Mauremys rivulata, țestoasă bănățeană (Testudo hermanni)

Pe lângă speciile protejate, pe teritoriul sitului au mai fost identificate 1 specie de plante, 3 specii de nevertebrate.